# Shōnen (novela)
Shōnen (en japonés: 少年) es una novela del escritor japonés Yasunari Kawabata, publicada por primera vez en forma serializada entre 1948 y 1949 y luego en formato de libro en 1952. La obra está formada por una serie de documentos supuestamente escritos por Kawabata durante su juventud y explora su atracción hacia un compañero andrógino del colegio llamado Kiyono.
Debido a las múltiples similitudes biográficas entre el protagonista de la novela y el autor, su contenido ha sido tomado por varios críticos como documento verídico escrito por el autor durante su juventud y fuente biográfica de este periodo de su vida, aunque otros académicos lo han señalado como ficción.

## Argumento
Miyamoto Yasunari es un escritor de 50 años que se encuentra en proceso de publicar una edición conmemorativa de sus obras. Mientras revisa sus textos no publicados se topa con una serie de documentos de su tiempo en el colegio, entre ellos un diario y cartas que se había escrito con un muchacho tres años menor que él llamado Kiyono, con quien compartió habitación en el internado por cerca de un año. Las entradas del diario, fechadas entre el 18 de septiembre de 1916 y el 22 de enero de 1917, se centran en la atracción intensa que el protagonista siente por Kiyono y el erotismo en las interacciones entre ambos.
A pesar de su cercanía, el narrador deja claro en su diario que las interacciones entre ambos nunca habían llegado al plano sexual, aunque por momentos sospecha que Kiyono había tenido encuentros sexuales con otros muchachos. El protagonista luego reconoce que desde corta edad se había sentido atraído por otros hombres, entre ellos algunos otros muchachos del internado con «encanto femenino». No obstante, al mismo tiempo se siente conflictuado por esta atracción, lo que lo lleva a desear que Kiyono fuera mujer y que así su atracción no pudiera ser juzgada.

## Personajes
- Miyamoto Yasunari: Es el protagonista de la obra. Cuenta con numerosas similitudes biográficas con el autor. Además del nombre, el texto lo presenta como un escritor y habla de la escritura de varias obras publicadas por Kawabata. Al igual que el personaje, el autor se encontraba en proceso de publicar una colección conmemorativa de obras al momento de la aparición de Shōnen. Adicionalmente, ambos son huérfanos.[1]

- Kiyono: Es un muchacho tres años menor al protagonista y con el que comparte habitación en el internado.[3] Su familia es parte de la religión Ōmoto y su casa es un centro religioso, aunque Kiyono no es devoto.[6] A pesar de que su escritura y sus manerismos son presentados en el texto como «femeninos», el protagonista a la vez resalta su carácter masculino en varias ocasiones, como en el hecho de ser campeón de kendo.[7]